# Coccophagus semiatratus
Coccophagus semiatratus er en art årevingede insekter, først beskrevet af De Santis i 1947. Coccophagus semiatratus indgår i slægten Coccophagus, og familien Aphelinidae. Ingen underarter kendes.